# Пащенко, Александр Сафонович
Александр Сафонович Пащенко (укр. Олександр Софонович Пащенко; 1 сентября 1906, Лука — 13 июня 1963, Киев) — советский украинский график, Народный художник УССР (1960), член-корреспондент Академии художеств СССР (1954).

## Биография
Родился 1 сентября 1906 года в селе Лука (ныне Немировского района Винницкой области).
Работал заведующим сельского клуба в Виннице. В 1928 году Александра по комсомольской путёвке направили в Киевский художественный институт, где он выбрал для себя профессию художника-гравёра. В 1932 году окончил институт.
В 1934—1935 годах работал инспектором художественного образования Народного комиссариата образования УССР. В 1940—1951 годах был заместителем председателя Комитета по делам искусств при Совете Министров УССР. В 1940—1944 годах — председатель правления Союза художников УССР. В 1943 году присвоено звание Заслуженный деятель искусств УССР. С 1946 года преподавал в Киевском художественном институте, с 1947 года — профессор, а с 1955 по 1963 год — был его ректором.
Умер 13 июня 1963 года в Киеве, похоронен на Байковом кладбище. В 1965 году была установлена гранитная стела с бронзовым барельефом.

## Творчество
Автор индустриальных и лирических пейзажей, выполненных по большей части в технике линогравюры и офорта. Выполнял также декоративно-оформительские работы.
Первое признание пришло к Пащенко на выставке украинских художников, которая открылась в ноябре 1937 года к юбилею Октябрьской революции. Серия гравюр из альбома «Киевская сюита» привлекла внимание не только исполнительским мастерством, но и поэтичностью образов одного из красивейших, как считал художник, городов мира. Поэтому Пащенко до конца жизни дополнял «Киевскую сюиту» новыми сюжетами. Десятки гравюр зафиксировали довоенный Киев, разрушенную войной столицу, восстанавливаемый и возобновлённый Киев.
Большим творческим достижением художника стал, задуманный ещё до войны альбом "Государственный историко-культурный заповедник Киево-Печерская лавра", который он выполнил после освобождения Киева. Цветные линогравюры альбома создают художественный образ уникальной памятки украинской культуры. Лаконичными средствами, используя силуэт, ритм линий и цветовых пятен, мастер достигает в своих работах сильного эмоционального звучания. 
Серии:
- «Київська сюїта» (1936—1960),
- «Києво-Печерська лавра» (1944—1945),
- «Відбудова Дніпрогесу» (1945—1946),
- «Народження Кременчуцької ГЕС» (1958—1960),
- «Київська комсомольська ГЕС» (1961).

### Шевченковская тема
- Мемориальная доска Александру Пащенко на улице Шелковичной 10 в КиевеИллюстрации к поэме Тараса Шевченко «Сон» (тушь, перо, акварель; 1939)
- Цветные линогравюры:
  - Портрет Тараса Григорьевича Шевченко (1939, 1960),
  - Памятник Тарасу Шевченко в Киеве (1939, 1949, 1954),
  - Канев. На могиле Тараса Шевченко (1943) и др.
- Зарисовки мест, связанные с нахождением Шевченко (цветные карандаши, 1961).

## Память
- В 1969 году в Киеве на доме по улице Карла Либкнехта, 10 (в настоящее время улица Шелковичная), в котором в 1945—1963 годах жил и работал Александр Пащенко, была открыта гранитная памятная доска (авторы — скульптор Иван Васильевич Макогон)[2].
- В 1986 году почта СССР выпустила художественный конверт, посвящённый художнику Александру Пащенко.